# The Tale of Despereaux
The Tale of Despereaux (en Hispanoamérica, Despereaux: un pequeño gran héroe; en España, El valiente Despereaux) es una película británico-estadounidense de animación por computadora, dirigida por Sam Fell y Robert Stevenhagen y estrenada por primera vez en Estados Unidos en 2008. Está basada en el libro de fantasía de mismo título, escrito por Kate DiCamillo y publicado por primera vez en 2003. En su versión original en inglés la película está narrada por Sigourney Weaver. Los actores que prestan sus voces a los personajes principales son Matthew Broderick y Emma Watson, entre otros. Para realizar la adaptación cinematográfica, el director trabajó durante casi tres años con un equipo de más de 300 empleados. Su tráiler fue lanzado el 26 de junio de 2008, y se estrenó el 19 de diciembre del mismo año bajo una distribución de Universal Pictures.

## Argumento
El marinero Pietro y su compañero rata Roscuro atracan en el reino de Dor, famoso en todo el mundo por sus deliciosas sopas, durante el "Día de la Sopa Real". El cocinero jefe, el chef Andre, hace una buena sopa gracias a Boldo, un genio mágico que emerge de su olla y está hecho completamente de comida. Roscuro se cuela en el salón de banquetes real y cae en la sopa de la reina, dándole tal susto que le da un infarto y muere. Todo el salón entra en pánico y los guardias persiguen a Roscuro. Intenta huir del castillo pero ve que el barco de Pietro ya se ha alejado. Él escapa por poco de ser asesinado al caer por un desagüe de alcantarillado, que conduce a las mazmorras del castillo. Allí es encontrado y acogido por Botticelli, el líder de la gran población de ratas. Angustiado por la muerte de su esposa,el Rey prohíbe todo lo relacionado con la sopa y declara ilegales las ratas. Sin su sopa, Dor se empobrece y se vuelve triste. Andre tiene prohibido hacer sopa y Boldo deja de aparecer. La hija del rey, la princesa Pea, se desespera por el triste estado del reino y cómo su padre la ha encerrado a ella y al mundo en su dolor.
En una aldea de ratones en un almacén de cocina abandonado, un bebé llamado Despereaux nace en la familia Tilling. A medida que crece, queda claro que no es como otros ratones: no es patético y tímido, sino valiente y curioso, lo que pone nerviosos a los demás ratones que lo rodean. En un esfuerzo por enseñarle a ser un "ratón adecuado", su hermano Furlough lo lleva a la biblioteca real para enseñarle a masticar libros, pero Despereaux está más interesado en leerlos. Le fascinan los libros sobre atrevidos caballeros y princesas atrapadas. Un día, se encuentra y conversa con Pea. Promete terminar la historia sobre una princesa atrapada y contarle cómo termina. Al descubrir que Despereaux ha violado la ley del ratón al hablar con un humano, sus padres lo entregan al consejo del ratón para evitar ser culpado.
El consejo destierra a Despereaux a las mazmorras, donde se encuentra y le cuenta la historia de la princesa al carcelero, Gregory, pero deja de escuchar y deja a Despereaux solo. Allí, es capturado por las ratas y arrojado a su arena con un gato. Cuando Despereaux está a punto de ser devorado, Roscuro le salva la vida pidiéndole a Botticelli que le dé Despereaux para comer. Al no haber podido adaptarse a ser una rata de alcantarilla, Roscuro está desesperado por escuchar sobre el mundo exterior. Los dos se hacen amigos, ya que todos los días Despereaux le cuenta las historias y de la princesa y su tristeza. Deseando enmendar todos los problemas que ha causado, Roscuro se cuela en la habitación de Pea y trata de disculparse, solo para ser atacado y perseguido por los guardias. Herido por esto, Roscuro jura venganza. Solicita la ayuda de Miggery "Mig" Sow, una joven sirvienta ligeramente sorda que anhela ser una princesa, convenciéndola de que puede tomar el lugar de Pea si la secuestra. Después de que Mig arrastra a Pea a las mazmorras, Roscuro la traiciona y la encierra en una celda.
Mientras tanto, Despereaux descubre que la princesa está en peligro e intenta decírselo al rey, pero está demasiado abatido para escucharlo. Despereaux intenta conseguir ayuda en otra parte; trata de reclutar a su familia, pero su presencia les asusta (pensando que es un fantasma); toca la campana del pueblo para demostrar su supervivencia. Andre, habiendo tenido suficiente de la ley, vuelve a hacer sopa, que trae el olor encantado de regreso al reino y trae de vuelta a Boldo. Despereaux intenta obtener ayuda de Andre y Boldo, pero solo Boldo accede y lo lleva de regreso a las mazmorras. En el camino, son atacados por ratas; Boldo se sacrifica para permitir que Desperaux llegue a la arena.
En la arena, Roscuro ve la sinceridad de disculpa en los ojos de Pea y lamenta sus acciones, pero Botticelli enfurecido les indica a las ratas que se coman a Pea. Despereaux suelta al gato para ahuyentar a algunas de las ratas y lucha contra las demás mientras la luz del sol fluye hacia la ciudad de las ratas. Despereaux es capturado por Boticelli, pero Roscuro lo salva reflejando la luz en Boticelli, enviándolo a caer a la arena. Con el esfuerzo combinado de Desperaux, Roscuro y Pea, Boticelli queda atrapado en una jaula con el gato y es devorado.
Posteriormente, Roscuro se disculpa con Pea una vez más y ella también se disculpa; Mig se reencuentra con Gregory, su padre perdido hace mucho tiempo, y regresan juntos a su granja; el Rey supera su dolor y permite que la sopa y las ratas regresen al reino; los ratones finalmente dejan de acobardarse (para gran desdén del consejo del ratón); Roscuro regresa a su vida en el mar con la suave y suave brisa, y el propio Despereaux emprende un viaje para conocer el mundo.

## Reparto de voces
- Narrador: Sigourney Weaver.
- Princesa Pea: Emma Watson.
- Roscuro: Dustin Hoffman.
- Alcalde: Frank Langella
- Despereaux Tilling: Matthew Broderick.
- Hovis: Christopher Lloyd.
- Lester: William H. Macy.
- Andre: Kevin Kline.
- Boldo: Stanley Tucci.
- Gregory: Robbie Coltrane.
- Botticelli: Ciarán Hinds.
- Mig: Tracey Ullman.
- Furlough: Tony Hale.

### Hispanoamérica[1]
- Belinda: La Princesa Pea
- Benny Ibarra: Despereaux
- Arturo Mercado: Roscuro
- Carlos Segundo: Alcalde
- Mónica Huarte: Mig
- Martha Debayle: Narradora
- Alejandro Mayén: Hovis
- Miguel Ángel Ghigliazza: Gregory
- Humberto Solórzano: Andre
- Ismael Castro: Lester
- Jesse Conde: Boldo
- Gabriel Pingarrón: Botticelli
- Angela Villanueva: Antoinette
- Oscar Flores: Furlough
- Arturo Casanova: Director
- Magda Giner: Louise

### España[2]
- Michelle Jenner: Princesa Esperanza
- Jordi Pons: Despereaux Tilling
- Pep Antón Muñoz: Roscuro
- Joaquín Díaz: Inquisidor
- Meritxell Ané: Mig
- Julia Otero: Narradora
- Camilo García: Hovis
- Vicente Gil: Gregory
- Manolo García: Andre Rotin
- Jesús Díez: Lester Tilling
- Jordi Brau: Boldo
- Pedro Molina: Botticelli
- M. Carmen Alarcón: Antoinette Tilling
- Aleix Estadella: Furlough Tilling
- Miguel Ángel Jenner: Director
- Rosa María Pizá: Louise

## Curiosidades
- Botticelli parece ser una caricaturización de Nosferatu, tanto por su aspecto físico e indumentaria, como por el hecho de que odia la luz (aunque este último argumento se anota como obvio según la trama de la historia) y de que esta misma es la que finalmente acaba con él.

- En cierta parte de la historia parece haber una contradicción argumental, ya que según lo que se cuenta Despereaux no podía sentir miedo, sin embargo, cuando él ingresa a las mazmorras del castillo, al encontrarse con los esqueletos humanos, es evidente que llegó a sentir terror por todo ello.

- A pesar de ser un cuento fantástico, en casi todo momento se intenta mantener cierto grado de coherencia en cuanto al mundo humano y animal, y al hecho de que la magia no es un tema común en la historia. Por esto Boldo es un personaje que no encaja en el perfil argumental de la película, dado que no es humano ni animal. En cierto momento podría pensarse que se trata de un alterego del cocinero Andre o de la materialización de algún problema comportamental del mismo (es decir que podría interpretarse como una alucinación del cocinero respecto a su talento), pero dado que Boldo ingresa a las mazmorras llevando a Despereaux, este personaje parece no encajar coherentemente en la trama.